# Eutychianus
Eutychianus (fl. 218) est un gymnaste devenu courtisan au temps du règne d'Héliogabale, empereur romain de 218 à 222. Des fragments de l'Histoire romaine de Dion Cassius, hostile à l'empereur et ses proches, le mentionnent comme un acteur principal de la révolte contre l'empereur Macrin, en 218. Depuis le XIe siècle, les intellectuels l'on distingué ou identifié à deux autres courtisans d'Héliogabale, le général Gannys et le consul Publius Valerius Comazon. Depuis Ursul Philip Boissevain (1901), il est évident que ces deux derniers sont différents, mais l'identification d'Eutychianus avec l'un ou l'autre reste débattue.

## Révolte d'Héliogabale
En 218, Eutychianus est un acteur principal de la révolte contre l'empereur Macrin, menée par la famille d'Héliogabale depuis Émèse. Selon Dion Cassius, il s'est attiré les faveurs de la famille d'Héliogabale dans les jeux et dans les gymnases. Quand ils sont assiégés par les soldats de Macrin, les soldats alliés d'Héliogabale réussissent à les persuader que l'enfant est un fils adultérin de Caracalla, son grand-cousin, assassiné par le nouvel empereur en 217. Plusieurs centurions et chefs subalternes refusent de voir leurs soldats déposer les armes. Dion raconte qu'Eutychianus, par l’intermédiaire de Festus, ancien cubiculaire de Caracalla, propose de les égorger pour les remplacer par des soldats désirant monter en grade.

## Identification
Depuis le Moyen-Âge, les intellectuels l'on distingué ou identifié de deux autres courtisans d'Héliogabale, le général Gannys et le consul Publius Valerius Comazon, qui sont parfois aussi confondus en une même personne. Dion dit que Comazon (Κωμάζων, « le Fêtard ») est un surnom que Publius Valerius avait mérité pour avoir été mime et bouffon. Au XIe siècle, l'historien Jean Xiphilin identifie Eutychianus à Comazon et son affirmation est reprise par les historiens jusqu'au XXe siècle. La raison est inconnue, peut-être parce qu'ils sont tous deux issus du monde du spectacle et des divertissements, ou peut-être parce qu'il avait des copies induisant cela. Au XVIIIe siècle, Edward Gibbon est le premier à écrire que Gannys était un eunuque, alors Eutychianus est aussi parfois désigné comme tel chez les auteurs postérieurs.
Publius Valerius Comazon est connu par des inscriptions, sur lesquelles ne sont inscrites aucun autre cognomen ou agnomen. La Prosopographia Imperii Romani (1897-98) a comme article P. (M. ?) Valerius Comazon Eutychianus, tout en restant prudente sur l'identification définitive entre les deux hommes. Dans sa traduction de Dion Cassius (1901), Ursul Philip Boissevain conjecture que Gannys (lié au grec γανὀω, « rendre ou être joyeux ») est un surnom d'Eutychianus, tout en rejettant l'identification avec Comazon, au motif que ce dernier est beaucoup plus âgé que Gannys/Eutychianus, encore jeune homme au début du règne d'Héliogabale. On sait aussi qu'il est père d'une dame romaine, Publia Valeria Comasia, vivante des décennies après, rendant peu plausible une quelconque castration. Robert Turcan (1929-2018) identifie Eutychianus à Gannys, mais sans reprendre l'allégation de Gibbon.
Après la corruption des soldats de Macrin, Dion Cassius ne le mentionne plus. Eutychianus est probablement de la maison de Julie Mèse, grand-mère d'Héliogabale, comme Gannys. S'il est une personne distincte de celui-ci et de Comazon, Eutychianus est probablement resté en Syrie, afin de s'occuper des affaires de la famille royale. S'il est identique à l'un ou l'autre, il se pourrait que Dion n'utilise plus ce nom pour les désigner. En 1955, l'historien allemand M. Lambertz propose l'existence de deux Eutychianus : un premier aussi surnommé Gannys et un second aussi surnommé Comazon. Semíramis Corsi Silva considère qu'il est impossible que Comazon et Gannys soit la même personne, Dion Cassius racontant ce dernier est tué par Héliogabale durant l'hivernage à Nicomédie (218).
François Chausson (Vel Iovi vel Soli, 1995) cite un dénommé Eutychès, homme libre de la Cour d'Héliogabale à Rome. Il est mentionné dans une inscription avec Julius Balbillus, possiblement un Émèsien et certainement un prêtre du dieu solaire. Lié au temple d'Héliogabale, Chausson conjecture qu'Eutychès est peut-être Syrien ou même de la famille impériale. Bien que cela soit un nom courant dans la partie hellénophone de l'empire romain, Leonardo de Arrizabalaga y Prado propose qu'Eutychès et Eutychianus puissent être la même personne, reconnaissant que cette identification est hautement spéculative. Il lui semble clair que Gannys, Comazon et Eutychianus soient trois personnes différentes.